# لي مو (لاعب كرة قدم)
لي مو (بالصينية: 李谋) هو لاعب كرة قدم صيني في مركز الدفاع، ولد في 8 مارس 1989 في لياونينغ في الصين. لعب مع كينغداو جونون ونادي تشانغتشون ياتاي.